# Châteaubriant
Châteaubriant är en kommun i departementet Loire-Atlantique i regionen Pays de la Loire i nordvästra Frankrike. Kommunen ligger i kantonen Châteaubriant som tillhör arrondissementet Châteaubriant. År 2022 hade Châteaubriant 12 231 invånare.

## Befolkningsutveckling
Antalet invånare i kommunen Châteaubriant
| Referens: INSEE |